# Ixquick
Ixquick (comercialmente estilizado como “ixquick”) es un metabuscador con sedes en Nueva York y los Países Bajos. Fue creado por David Bodnick en 1998, siendo en la actualidad propiedad de Surfboard Holding BV de los Países Bajos, tras una operación de compra el año 2000. Ixquick y su proyecto hermano Startpage.com consiguieron su último récord de 5,7 millones de búsquedas el 2 de febrero de 2015.
Ixquick es proveedora además de un servicio independiente de proxy, Ixquick Proxy, que está integrado en los motores de búsqueda de Ixquick y Startpage, permitiendo a los usuarios la opción de servir todos los resultados a través del mismo.
Ixquick se encuentra desarrollando un servicio de correo electrónico seguro y con respeto a la privacidad, denominado StartMail.

## Startpage.com
El 7 de julio de 2009, Ixquick lanzó Startpage.com para ofrecer un servicio a través de una dirección URL más sencilla de recordar y escribir. Al contrario que ixquick.com, que se trata de un metabuscador en múltiples servicios, startpage.com sirve los resultados exclusivamente del motor de búsqueda de Google, pero sin registrar las direcciones IP de los usuarios ni ofrecer información personal a los servidores de esta empresa.
Hasta el lanzamiento de la versión 4.5 de Tor Browser, Startpage.com fue el buscador predeterminado de este navegador.